# شهرستان ماکوف
شهرستان ماکوف (به لهستانی: Powiat Maków) یک شهرستان در لهستان است که در استان ماسوویان واقع شده‌است. شهرستان ماکوف ۱٬۰۶۴٫۵۶ کیلومتر مربع مساحت و ۴۶٬۴۷۴ نفر جمعیت دارد.